# Radek Dvořák
Radek Dvořák (ur. 9 maja 1977 w Táborze) – czeski hokeista, reprezentant Czech, olimpijczyk.

## Kariera
- HC Czeskie Budziejowice U20 (1992–1994)
- HC Czeskie Budziejowice (1994)
- Florida Panthers (1995–2000)
- New York Rangers (2000–2003)
- Edmonton Oilers (2003–2004)
- HC Czeskie Budziejowice (2004–2005)
- Edmonton Oilers (2005–2006)
- St. Louis Blues (2006–2007)
- Florida Panthers (2007–2011)
- Atlanta Thrashers (2011)
- Dallas Stars (2011–2012)
- HC Davos (2012–2013)
- Anaheim Ducks (2013)
- Carolina Hurricanes (2013–2014)

Od marca 2013 zawodnik Anaheim Ducks. Od października 2013 zawodnik Carolina Hurricanes. W styczniu 2015 ogłosił zakończenie kariery zawodniczej.
Uczestniczył w turniejach mistrzostw świata w 1999, 2001, 2004, 2005, zimowych igrzysk olimpijskich 2002 oraz Pucharu Świata 2004.

## Sukcesy
Reprezentacyjne
- Brązowy medal mistrzostw Europy juniorów do lat 18: 1994
- Złoty medal mistrzostw świata: 1999, 2001, 2005

Klubowe
- Mistrzostwo 1. ligi: 2005 z HC Czeskie Budziejowice
- Prince of Wales Trophy - mistrzostwo konferencji: 1996 z Florida Panthers
- Clarence S. Campbell Bowl: 2006 z Edmonton Oilers

Indywidualne
- Mistrzostwa Świata w Hokeju na Lodzie 2004: pierwsze miejsce w klasyfikacji asystentów turnieju: 7 asyst